# 山越一英
山越 一英（やまこし かずひで、1995年3月13日 - ）は、日本の俳優、DJ。千葉県出身。血液型はO型。DJネームは「DJ Kossy」。Charge SPOTのアンバサダー等の活動をしている。現在の所属事務所はASOBISYSTEMである。。

## 略歴
- 2013年、『東京俳優市場』にて俳優デビュー[2]。
- 2014年、引き続き『東京俳優市場』に出演。その際、芸能事務所はエイベックス[3]。
- 2017年、『ミュージックステーション』でピコ太郎のバックダンサーを務め、映画などにも出演[4]。
- 2018年、「ワンダ TEA COFFEE カフェラテ×焙じ茶」には千鳥とともに出演[5]。
- 2019年、『avex dining oasis[6]』でDJデビューを果たす。
- 2020年にDJのMIXアルバム「PARTY MIX AWARD 2020 -ULTRA MUSIC COLLECTION Mixed by DJ Kossy」をレーベル＃musicbankよりリリース[7]。
- また、ライブ配信アプリ・Pocochaにて配信を一時期行っていた[1]。
- 2021年にはマンパワーグループの広告M-Shineに出演[8]。

## 人物
- 趣味は音楽・映画鑑賞。
- 特技はダンス、アイススケート。

## 作品
- DJ MIX アルバム「PARTY MIX AWARD 2020 -ULTRA MUSIC COLLECTION Mixed by DJ Kossy」（2020年11月2日、＃musicbank）[7]

## 出演

### テレビ
- ミュージックステーション ピコ太郎「I love you～アフリカの風に乗せて～」「ペンパイナッポーアッポーペン2017～春～Ver.」（2017年3月17日、テレビ朝日） - バックダンサー[4]

### 映画
- 恋と嘘（2017年10月） - 生徒 役[9]

### ラジオ
- Friday Hit☆Magic〜LIVEの魂〜（2021年7月16日、レインボータウンFM） - ゲスト出演[10]

### WEB CM
- AmebaTV アサヒ飲料「ワンダ TEA COFFEE カフェラテ×焙じ茶」（2018年4月9日 - 5月9日）[5]

### MV
- ラックライフ「名前を呼ぶよ」（2016年5月）[11]
- 新しい学校のリーダーズ「キミワイナ’17」（2017年10月）[12]

### 舞台
- 東京俳優市場2013冬『ストーリーテラー』（2013年11月20日 - 24日、笹塚ファクトリー） - フィー 役[2]
- 東京俳優市場2014冬 第1話『Human Android～大切な人を忘れる勇気をください～』（2014年11月20日 - 24日、築地本願寺ブティストホール） - 星野 役[3]

### 朗読劇
- ときめきステーショナリーズ朗読劇 「グランドサマーメモリーズ」（2021年7月21日 - 23日、GOTANDA G5） - 蛍役[13]

### ランウェイ
- 第6回TEENS COLLECTION（2015年11月23日、さいたまスーパーアリーナ）[14]
- 第3回渋原COLLECTION（2016年8月23日、渋谷O-EAST）[15]

### DJ
- avex dining oasis（2019年7月 - 8月、デックス東京ビーチ）[6]

### 広告
- マンパワーグループ「M-Shine」（2021年1月 - ）[8]
- SCHATZ（2021年4月 - ）[16]

### その他
- popl Japanアンバサダー（2020年12月 - ）